# Crescent Mills
Crescent Mills es un lugar designado por el censo en el condado de Plumas en el estado estadounidense de California. En el año 2000 tenía una población de 258 habitantes y una densidad poblacional de 23 personas por km².

## Geografía
Crescent Mills se encuentra ubicado en las coordenadas 40°5′47″N 120°54′46″O / 40.09639, -120.91278. Según la Oficina del Censo, la ciudad tiene un área total de 11 km² (4,2 mi²), de la cual 11 km² (4,2 mi²) es tierra y 90 km² (34,7 mi²) (0%) es agua.

## Demografía
Según la Oficina del Censo en 2000 los ingresos medios por hogar en la localidad eran de $23,036, y los ingresos medios por familia eran $42,917. Los hombres tenían unos ingresos medios de $11,250 frente a los $0 para las mujeres. La renta per cápita para la localidad era de $14,560. Alrededor del 0% de la población estaban por debajo del umbral de pobreza.